# Weidmannsruh Wanderheim
Das Weidmannsruh Wanderheim ist eine Schutzhütte der Sektion Beckum des Deutschen Alpenvereins (DAV). Sie liegt im Thüringer Wald in Deutschland. Es handelt sich um eine Selbstversorgerhütte ohne Bewirtschaftung.

## Geschichte
Die Sektion Beckum wurde am 9. März 1925 in Beckum als Sektion Beckum des Deutschen und Österreichischen Alpenvereins (DuOeAV) gegründet. Das Weidmannsruh Wanderheim wurde 1907 als Unterstand für Forstarbeiter errichtet und im Laufe der Jahre immer wieder erweitert. In der ehemaligen DDR wurde das Haus als Jugendherberge geführt. 2003 erwarb die Sektion Beckum des DAV das Anwesen und verwandelte es mit Eigenleistung und gemeinsam mit heimischen Handwerkern in eine moderne Alpenvereinshütte. Im Mai 2004 konnte die Weidmannsruh eröffnet werden, damals noch voll bewirtschaftet. Gemeinsam mit der heimischen Bevölkerung feierte die Sektion Beckum 2007 das Jubiläum „100 Jahre Weidmannsruh“. Seit 2011 wird die Unterkunft als Selbstversorgerhütte geführt.

## Lage
Das Weidmannsruh Wanderheim liegt auf einer Höhe von 732 m ü. NHN im Thüringer Wald, bei Floh-Seligenthal.

## Zustieg
- Es existiert ein Parkplatz vor der Hütte[4]

## Nachbarhütten
- Waltershäuser Hütte, Selbstversorgerhütte, Thüringer Wald (797 m ü. NHN).[5]

## Tourenmöglichkeiten
- Rund um die Höhenberge, Wanderung, Thüringer Wald, 18,8 km, 6 Std.
- Rundwanderweg – Floh – Kleinschmalkalden – Seligenthal, Wanderung, Thüringer Wald, 14,3 km, 3 Std.
- Wanderung – „Rennsteig-Leiter Floh – Seligenthal – Schmalkalden“ Wanderung, Thüringer Wald, 11,2 km, 3,5 Std.[6]

## Klettermöglichkeiten
- Klettergebiet Lauchagrund. Der Lauchagrund ist das wichtigste Klettergebiet Thüringens. Die zahlreichen Felsmassive bieten über 260 Kletterwege mit nahezu allen Schwierigkeiten.
- Der Trusetaler Hauptgang ist eines der größten Klettergebiete Thüringens. Geklettert wird in einer durch Bergbau entstandenen Felsenschlucht. Die nordöstlich und südwestlich ausgerichteten Wände des 2021 eröffneten Klettergebiets verfügen über ca. 60 Routen. Die Einstiegsbereiche sind familien- und kinderfreundlich, die Schwierigkeitsgrade reichen vom 2. bis zum 10. Grad.[7]

## Langlaufmögklichkeit
- Kalte-Heide-Loipe Langlauf, 7,4 km, Dauer 2 Std.

## Karten
- Thüringer Wald, Großer Inselsberg – Friedrichroda – Brotterode – Tambach-Dietharz: Wanderkarte mit Ausflugszielen, Einkehr- & Freizeittipps, GPS-genau. 1:25.000 (Wanderkarte: WK) Landkarte – Gefaltete Karte ISBN 978-3-7473-0538-6
- Wanderkarte Schmalkalden und Steinbach-Hallenberg 1:30.000: Mit Fambach, Trusetal, Floh-Seligenthal, Struth-Helmershof, Viernau, Christes, Radrouten und Skiloipen. Maßstab 1:30.000. Landkarte. ISBN 978-3-86636-305-2